# Eupelmophotismus eupelmoideus
Eupelmophotismus eupelmoideus är en stekelart som beskrevs av Girault 1920. Eupelmophotismus eupelmoideus ingår i släktet Eupelmophotismus och familjen puppglanssteklar. Inga underarter finns listade i Catalogue of Life.